# Isla del Rey (Venezuela)
Isla del Rey es el nombre que recibe una de las cuatro islas ubicadas frente a la costa de Puerto Cabello. Se encuentra rodeada de arrecifes y corales, administrativamente hace parte del central estado de Carabobo y del Municipio Puerto Cabello en la misma entidad federal, al norte del país suramericano de Venezuela.
Las otras islas vecinas que forman parte de este mismo grupo son Isla Larga, Isla Santo Domingo, e Isla Ratón. Se encuentra a 500 metros del litoral carabobeño y posee una superficie estimada en 8 hectáreas (0,08 kilómetros cuadrados).
Destaca por la belleza de sus playas. Durante décadas fue una isla reservada para personal militar pero en los últimos años fue abierta al turismo.
Se trata de la isla carabobeña más cercana a la costa, muy cerca del Faro de Punta Brava y el Puerto de Borburata.